# Luis Pérez García
Pour les articles homonymes, voir Luis Pérez, Pérez, Luis García et García.
Luis Pérez Garcia est un ancien coureur cycliste espagnol, né le 23 juillet 1966 à Salamanque.

## Biographie
Professionnel de 1987 à 1996, il n'a jamais remporté de victoires significatives. Bon grimpeur, il a notamment terminé huitième du Tour d'Espagne 1994.

## Palmarès
- 1991
  - 3e étape du Tour des vallées minières
- 1994
  - 8e du Tour d'Espagne

## Résultats sur les grands tours

### Tour de France
1 participation
- 1992 : 41e

### Tour d'Espagne
5 participations
- 1989 : abandon
- 1990 : 54e
- 1992 : 25e
- 1993 : 27e
- 1994 : 8e